# Joseph Bolangi
Joseph Bolangi Egwanga Ediba Tasame (ur. 29 grudnia 1937 w Mbaya, zm. 1 lipca 2019 w Kinszasie) – duchowny rzymskokatolicki z Demokratycznej Republiki Konga, w latach 1977-2009 biskup Budjala.

## Życiorys
Święcenia kapłańskie przyjął 6 stycznia 1966. 24 stycznia 1974 został prekonizowany biskupem Budjala. Sakrę biskupią otrzymał 14 lipca 1974. 22 października 2009 zrezygnował z urzędu.